# Lesní Jakubov
Lesní Jakubov (en allemand : Jakobau) est une commune du district de Třebíč, dans la région de Vysočina, en République tchèque. Sa population s'élevait à 104 habitants en 2020.

## Géographie
Lesní Jakubov se trouve à 7 km à l'est de Náměšť nad Oslavou, à 27 km à l'est de Třebíč, à 53 km au sud-est de Jihlava et à 163 km au sud-est de Prague.
La commune est limitée par Újezd u Rosic au nord et à l'est, par Rapotice à l'est et au sud, par Sudice au sud, et par Kralice nad Oslavou à l'ouest.

## Histoire
La première mention écrite de la localité date de 1356.

## Transports
Par la route, Lesní Jakubov se trouve à 10 km de Náměšť nad Oslavou, à 31 km de Třebíč, à 64 km de Jihlava et à 187 km de Prague.